# Confine tra Portogallo e Spagna
Il confine tra il Portogallo e la Spagna (in portoghese A Raia; in spagnolo la Raya) è tra le più antiche frontiere d'Europa con alcuni punti fissati già al tempo del Contado Portucalense e del Regno di León.
Nonostante i conflitti e le annessioni, è rimasto pressoché stabile dal 1297.
In un senso più ampio, la Raia è uno spazio geografico, da un lato e dall'altro della frontiera politica, dove le popolazioni condividono elementi storici, linguistici, culturali ed economici.

## Localizzazione
La frontiera si estende dalla foce del fiume Miño (Minho in portoghese) a nord-ovest alla foce del fiume Guadiana a sud-est per una lunghezza di oltre 1200 km.

Per circa metà della sua lunghezza corre lungo corsi d'acqua:
- Fiume Minho - fiume Trancoso
- Fiume Castro Laboreiro - fiume Limia
- Fiume Maçãs
- Fiume Douro - fiume Águeda - ribeira de Tourões
- Fiume Torto - fiume Bazágueda - fiume Erges - fiume Tago - fiume Sever
- Ribeira de Abrilongo
- Fiume Caia - fiume Guadiana
- Fiume Ardila
- Fiume Chança - fiume Guadiana

Per l'altra metà è delimitata sul terreno da oltre 1000 cippi di confine.
I distretti di frontiera portoghesi sono da nord a sud:

- Viana do Castelo (regione Nord)
- Braga (regione Nord)
- Vila Real (regione Nord)
- Bragança (regione Nord)
- Guarda (regioni Nord e Centro)
- Castelo Branco (regione Centro)
- Portalegre (regione Alentejo)
- Évora (regione Alentejo)
- Beja (regione Alentejo)
- Faro (regione Algarve)

Le corrispondenti provincie spagnole sono:

- Pontevedra (regione Galizia)
- Ourense (regione Galizia)
- Zamora (regione Castiglia e León)
- Salamanca (regione (Castiglia e León)
- Cáceres (regione Estremadura)
- Badajoz (regione Estremadura)
- Huelva (regione Andalusia)

## Storia
La frontiera nasce all'epoca della Reconquista della parte occidentale della penisola iberica nel momento in cui il Portogallo diviene un regno indipendente staccandosi dal Regno di León con il Trattato di Zamora del 1143.

Negli anni successivi entrambi i regni si estendono verso sud senza una chiara definizione dei confini delle terre conquistate da ciascun paese.

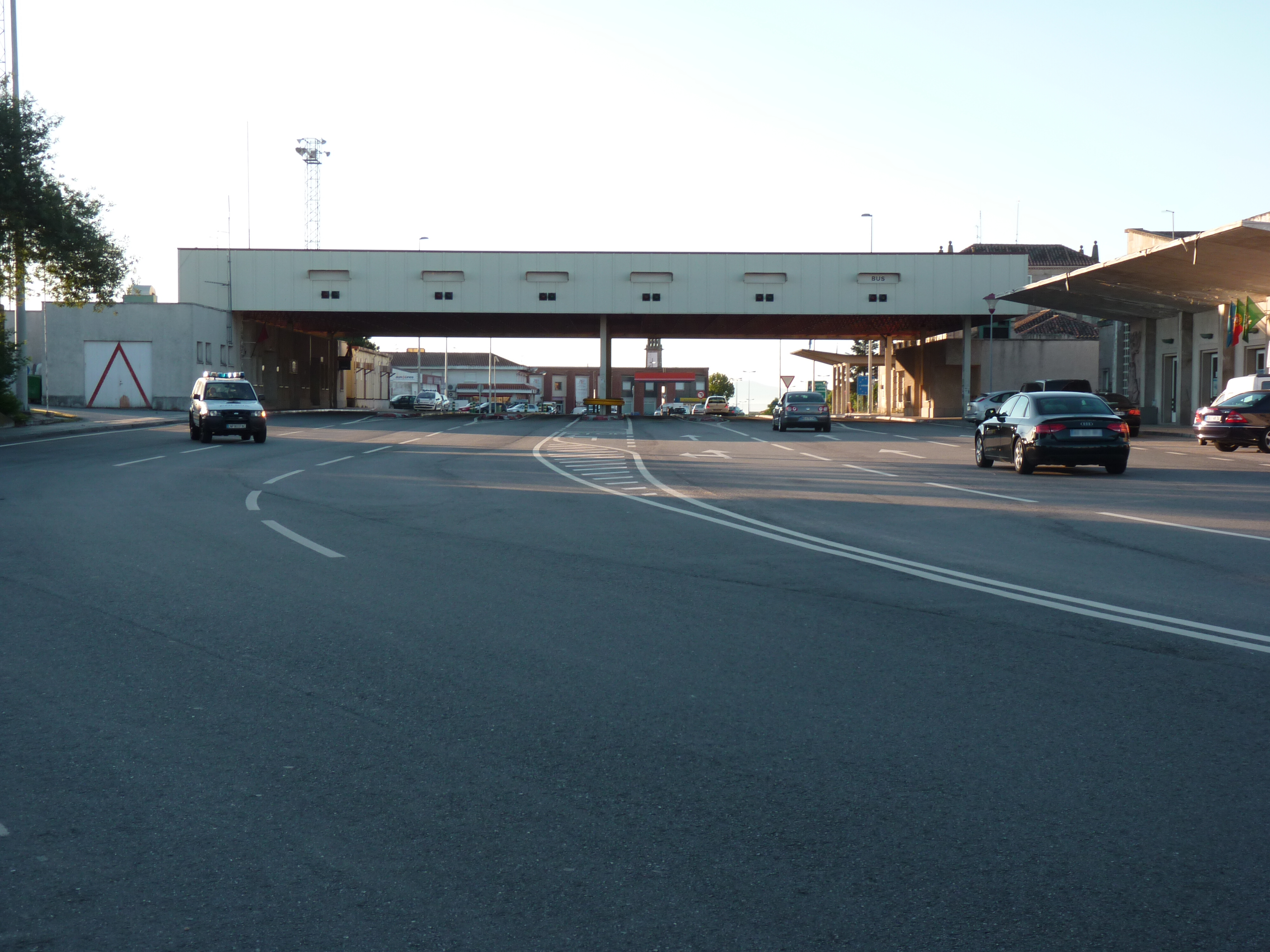
Confine tra Spagna e Portogallo presso Vilar Formoso

Nel 1267 Alfonso X di Castiglia e Alfonso III del Portogallo firmano il Trattato di Badajoz col quale definiscono le frontiere fra i due regni.

Il Trattato di Alcañices del 1297 modifica in alcuni punti il confine fra i due paesi.

Le ultime modifiche della frontiera si hanno nel 1811 quando, dopo la guerra delle arance, la Spagna con il Trattato di Badajoz si annette Olivenza e nel 1864 quando con il Trattato di Lisbona si risolve la situazione particolare del Couto Mixto.

### Principali trattati
- Trattato di Zamora (1143)
- Trattato di Badajoz (1267)
- Trattato di Alcañices (1297)
- Trattato di Badajoz (1801)
- Congresso di Vienna (1815)
- Trattato di Lisbona (1864)
- Convénio de Limites (1926)